# Heartbreaks
Heartbreaks, es una canción escrita por el músico y productor uruguayo Juan Campodónico.
Pertenece al disco Campo, el primer álbum de estudio del colectivo musical Campo, liderado por Juan Campodónico, con Verónica Loza, es interpretada por Martín Rivero, fue grabado en 2011. Producido por Juan Campodónico y Gustavo Santaolalla (ambos integrantes de la banda Bajofondo).
Cuenta con varios videos, donde se puede ver a Martín Rivero cantando la canción fue presentada en el programa televisivo conrner MTV; en la versión remixada se ve a al cantante en un televisor con la canción subtitulada y hay una cuerda de tambores. 
La canción remixada y nominada a los Premio Graffiti como mejor video 2016.